# Зворотна лопата

Зворотна лопата (англ. backhoe, backacting shovel, drag shovel, нім. Schaufelbagger) — тип робочого обладнання одноковшевого екскаватора, що забезпечує копання рухом стріли і руків'я з ковшем вниз і у напрямку до самої машини, як правило, нижче за рівень її установлення.
Зворотні лопати застосовують головним чином для проходження канав, дренажних траншей та інш. допоміжних робіт. Розрізняють механічні і гідравлічні зворотні лопати. Найбільші з них мають об'єм ковша 10-15(21) м3, найбільший радіус і глибину копання відповідно до 20-22 м і 12 м.